# Dhamtari (distrikt)
Dhamtari är ett distrikt i Indien.   Det ligger i delstaten Chhattisgarh, i den centrala delen av landet, 1 000 km söder om huvudstaden New Delhi. Antalet invånare är 799 781.
Följande samhällen finns i Dhamtari:
- Dhamtari
- Kurud
- Nagri